# Адвокатура (ТВ серија)
Адвокатура је америчка правосудна ТВ серија коју је створио Дејвид Е. Кели, а чија се радња бавила партнерима и запосленима у бостонској адвокатској фирми. Серија је 1998. и 1999. године освојила награду Еми за најбољу драмску серију, а од ње је настала спин-оф серија под називом Бостонски адвокати, која се емитује од јесени 2004. године и бави истом тематиком, иако на нешто ведрији и лежернији начин.
Адвокатура се у Србији приказивала на каналу Б92.

## Главна глумачка постава
- Дилан Макдермот као Боби Донел (1997–2003), виши партнер у фирми. Напустио је фирму 2003. године након нервног слома изазваног сталном дилемом између онога што је најбоље за његове клијенте и онога за што држи да је морално исправно.
- Мајкл Бадалуко као Џими Берлути, намештеник, а касније и партнер у фирми. Одрастао у итало-америчкој радничкој породици, стално се бори с усамљеношћу, комплексом мање вредности, а строги католички одгој му је извор бројних етничких дилема.
- Лиса Геј Хамилтон као Ребека Вошингтон (1997–2003). На почетку серије Ребека је била рецепционерка и повремена секретарица у фирми. Тајно је студирала право, а након положеног правосудног испита постала адвокат. Из непознатог разлога (у стварности је Хамилтон отпуштена због продукцијских трошкова) напустила фирму.
- Стив Харис као Јуџин Јанг, Бобијев заменик, а у завршној сезони водећи партнер фирме. Пре адвокатуре је радио као приватни детектив, а смрт брата у затвору због признања под присилом га је учинило склонијим да се држи слова закона од својих колега.
- Камрин Манхејм као Еленор Фрут, партнерка у фирми. Еленор је и изгледом и животним стилом најживописнији члан фирме. Упркос гојазности, имала је буран љубавни живот, а самохрана мајка је постала помоћу вештачке оплодње.
- Кели Вилијамс као Линдзи Доул (1997—2003), партнерка у фирми, Бобијева бивша девојка, а касније супруга. Њихов буран однос је резултовао дететом, али и разводом. Фирму је напустила без разлога (јер је Вилијамсова отпуштена због буџета серије).
- Лара Флин Бојл као Хелен Гембл (1997—2003), помоћница окружног тужиоца која је често странка у процесима које води фирма. Иако је Хелен лична пријатељица многих чланова фирме, а и цимерка Линдзи и Еленор, често се оштро, понекад и кршећи правила, бори да добије осуђујуће пресуде. (И она је нестала без објашњења, јер је Бојл отпуштена због буџета).
- Марла Соколоф као Луси Хачер (1998—2003), живахна рецепционерка фирме. Луси је унајмљена након што је Ребека постала адвокат, а неко време је повремено радила као саветница жртава силовања. И њен лик је нестао без објашњена (Соколофова је отпуштена због буџета).
- Џејсон Кравиц као Ричард Беј (1999—2001), помоћник окружног тужиоца и чест ривал фирме у судници. Ричарда је убио криминалац којег је успешно тужио. Био је близак пријатељ Хелен Гембл и с њом је неколико пута покушао да започне везу.
- Рон Ливингстон као Алан Лоу (2001—2002), помоћник окружног тужиоца. Заменио је Ричарда Беја, али брзо нестао из серије.
- Џесика Кепшо као Џејми Стрингер (2002—2004), промискуитетна адвокаткиња с дипломом харвардског правног факултета. Прикључила се фирми након Линдзине осуде за убиство. Имала је кратку везу с Јуџином, а након распада фирме се прикључила Џимију у његовој канцеларији.
- Кајлер Ли као Клер Вајат (2003), Линдзина помоћница у новој фирми. И њен лик је нестао због буџетских трошкова.
- Џејмс Спејдер као Алан Шор (2003—2004), крајње неморални Еленорин пријатељ који је унајмљен на почетку последње сезоне. Пред крај серије је отпуштен те се запослио у фирми Крејн, Пул и Шмит. Његов лик је постао протагонист спин-оф серије Бостонски адвокати.
- Рона Митра као Тара Вилсон (2003—2004), још једна запослена фирме. Тара је отпуштена након што је Алана Шора обавестила о отпуштању те му помогла украсти податке о клијентима. Заједно с Џејмсом Спејдером, Митра је касније постала стални лик у серији Бостонски адвокати.